# Niederkumbd
Niederkumbd település Németországban, Rajna-vidék-Pfalz tartományban. Lakosainak száma 324 fő (2023. december 31.). Niederkumbd Külz és Neuerkirch községekkel határos.

## Népesség
A település népességének változása:
| Lakosok száma | 198  | 297  | 303  | 301  | 322  | 330  | 324  |
|               | 1975 | 2014 | 2017 | 2019 | 2021 | 2022 | 2023 |